# Метод CNDO
Метод CNDO, метод ПНДП (від англ. Complete Neglect of Differential Overlap — повне нехтування диференційним перекриванням) — один з перших всевалентних напівемпіричних квантово-хімічних методів, основним допущенням в якому є повне нехтування диференційним перекриванням. Через таке велике спрощення швидкість обчислень з його використанням є високою, однак точність отримуваних даних мала.
Метод був вперше введений Джоном Поплом і його колегами.